# ادوارد باگرینتسف
ادوارد باگرینتسف (ارمنی: Էդուարդ Բագրինցև؛ زادهٔ ۱۳ ژانویهٔ ۲۰۰۳) بازیکن فوتبال در پست مهاجم اهل ارمنستان-روسیه است.

## باشگاهی
از باشگاه‌هایی که در آن بازی کرده‌است می‌توان به DYuSSh-8 Sochi, باشگاه فوتبال زسکا مسکو و Dubnica اشاره کرد.

## تیم ملی
وی همچنین در تیم‌های ملی فوتبال زیر ۱۶ سال روسیه, زیر ۱۷ سال روسیه, زیر ۱۹ سال روسیه و ارمنستان بازی کرده‌است.